# Feliks Łukasz Lewiński
Feliks Łukasz Lewiński herbu Brochwicz (ur. 24 października 1751, zm. 5 kwietnia 1825) – duchowny rzymskokatolicki, biskup pomocniczy włocławski w latach 1795–1819, biskup diecezjalny janowski w latach 1819–1825, senator duchowny Królestwa Polskiego (kongresowego) w 1819 roku.

## Życiorys
Przyrodni brat biskupa Franciszka Lewińskiego.
Studiował w Akademii Krakowskiej. Proboszcz w Gdańsku i Brześciu Kujawskim, kanonik włocławski w 1783, kanonik kruszwicki. 30 marca 1819 został mianowany pierwszym biskupem janowskim. Ingres odbył 8 września 1819. Zorganizował diecezję, dokonał jej podziału na jedenaście dekanatów, mianował członków kapituły katedralnej.